# 新时代党
新时代党（英文：New Era Party，簡稱JL），拉脱维亚中间偏右政党。2002年2月2日由政客和中央银行家埃纳尔斯·雷普舍创建，2011年与公民联盟（Civic Union）和另类政治联盟（Society for Other Politics）合并为团结党。
在最初的选举活动中，新时代党承诺将打击腐败和逃税，很受人们欢迎，在2002年拉脱维亚议会选举赢得了23.9%的选票和100个席位中的26席，成为第一大党。它于其他3个政党组成了一个联合政府，党首雷普舍出任总理。2004年1月，政府联盟土崩瓦解，雷普舍辞职。
2004年10月，新时代党加入了艾加尔斯·卡尔维季斯为首的人民党联合政府，2006年4月13日在人民党政府发生买票丑闻后脱离政府。在2006年10月的议会选举中，新时代党赢得了18个席位。大选后它没有加入联合政府，成为最大的反对党。
党首雷普舍由于一系列的丑闻，失去大部分支持者。2007年3月，新时代党建立了一个新的领导机构，出现两个领导人:雷普舍和阿图尔斯·克里斯亚尼斯·卡林斯（Arturs Krisjanis Karins）。卡林斯是一个美国公民，出生在美国一个拉脱维亚的家庭。
2008年，著名的议员和委员会的成员——艾娜·德鲁维特（Ina Druviete）、卡利斯·萨杜斯季斯（Karlis Sadurskis）、伊尔马·塞帕内（Ilma Cepane）和桑德拉·卡尔涅特（Sandra Kalniete）脱离新时代党，另建公民联盟，新时代党领导人辞职，索尔维塔·阿博尔蒂娜（Solvita Aboltina）和阿尔蒂斯·坎帕斯（Artis Kampars）成为新的领导人，议会党团主席是德津塔斯·扎季斯（Dzintars Zakis）。
2009年3月，新时代党员前财政部长瓦尔季斯· 东布罗夫斯基斯出任拉脱维亚总理，组成中间偏右4党联合政府。
2011年8月6日，新时代党与公民联盟（Civic Union）和另类政治联盟（Society for Other Politics）合并组建新的政党——团结党。

## 脚注
1. 1 2  Bakke, Elisabeth, , Central and Southeast European Politics Since 1989 (Cambridge University Press), 2010: 80  [2011-11-18], （原始内容存档于2014-12-22）
2. ↑  Apollo – Ziņas: Izveidota partija «Vienotība» （页面存档备份，存于）. Apollo.lv. Retrieved on 19 September 2011.